# Diethart Matthies
Diethart Matthies ( * 1957- ) es un botánico alemán, que ha trabajado extensamente con la familia de las orquídeas. Obtuvo en 1984 su Diploma en la Universidad de Gotinga; en 1991 su PhD en la Universidad de Bochum, en 1998 fue habilitado en la Universidad de Zúrich; y desde 1999 fue profesor de Ecología vegetal y de Geobotánica en Marburgo.

## Algunas publicaciones
- Kéry, M., Matthies, D. 2004. Reduced fecundity in small populations of the rare plant Gentianopsis ciliata. Plant Biology 6:683-688
- Matthies, D., Bräuer, I., Maibom, W., Tscharntke, T. 2004. Population size and the risk of local extinction: empirical evidence from rare plants. Oikos, 105:481-488
- Matthies, D. 2004. Review of "Population viability in plants: conservation, management and modeling of rare plants". Eds. Brigham, C.A. & Schwartz, M.W. Basic and Applied Ecology 5:486
- Schwegler, S., Matthies, D. 2004. A new variety of Ophrys apifera: Ophrys apifera Huds. var. basiliensis S. Schwegler & Matthies. Orchid Review 112: 214-217
- Colling, G., Matthies, D. 2004. The effects of plant population size on the interactions between the endangered plant Scorzonera humilis, a specialised herbivore, and a phytopathogenic fungus. Oikos, 105: 71-78
- Colling, G., Reckinger, C., Matthies, D. 2004. Effects of pollen quantity and quality on reproduction and offspring vigor in the rare plant Scorzonera humilis (Asteraceae). Am. J. of Botany, 91: 1774-1782
- Berg, H., Becker, U., Matthies, D. 2005. Adaptive phenotypic plasticity in Carlina vulgaris: effects of geographical origin, population size, and population isolation. Oecologia 143: 220-231
- Noll, M., Matthies, D., Frenzel, P., Derakshani, M., Liesack, W. 2005. Succession of bacterial community structure and diversity in a paddy soil oxygen gradient. Environmental Microbiology 7: 382-395
- Schädler, M., Roeder, M., Brandl, M., Matthies, D. 2005. Is palatability of a root-hemiparasitic plant influenced by its host species? Oecologia 146: 227-233

### Libros
- Diethart Matthies, H. Haeupler. 1990. Populationsökologie gefährdeter Melampyrum-Arten in Niedersachsen: Abschlußbericht für das Projekt. Ed. Spezielle Botanik, Ruhr-Universität Bochum. 127 pp.
- 1991. Die Populationsbiologie der annuellen Hemiparasiten Melampyrum arvense, Melampyrum cristatum und Melampyrum nemorosum (Scrophulariaceae). 269 pp.
- 1997. Contribution to the population biology of herbaceous plants. 255 pp.

- La abreviatura «Matthies» se emplea para indicar a Diethart Matthies como autoridad en la descripción y clasificación científica de los vegetales.[1]